# Starokrzepice
Starokrzepice ist eine Ortschaft mit einem Schulzenamt der Stadt-und-Land-Gemeinde Krzepice im Powiat Kłobucki der Woiwodschaft Schlesien in Polen.

## Geschichte
1267 wurde in Krzepice eine Pfarrei von Wladislaw von Schlesien gestiftet. Es handelte sich am wahrscheinlichsten um das im Jahr 1447 als antiqua Crepicz erwähnte heutige Starokrzepice (Antiqua – Stare – Alt) am linken Ufer der Liswarta, einem Grenzfluss zwischen Großpolen, Schlesien und Kleinpolen. Die Pfarrei von Starokrzepice gehörte bis zum 19. Jahrhundert (die päpstliche Bulle Eximposita nobis) zum schlesischen Bistum Breslau, administrativ gehörte der Grenzort jedoch zum polnischen Weluner Land in der Woiwodschaft Sieradz. Die benachbarte Stadt Krzepice am rechten Ufer im Kreis Lelów der Woiwodschaft Krakau wurde im Jahr 1357 als ein Dorf Crzepicz erstmals erwähnt und erhielt um 1364 Stadtrecht, die städtische Pfarrei gehörte dagegen zum großpolnischen Erzbistum Gnesen.

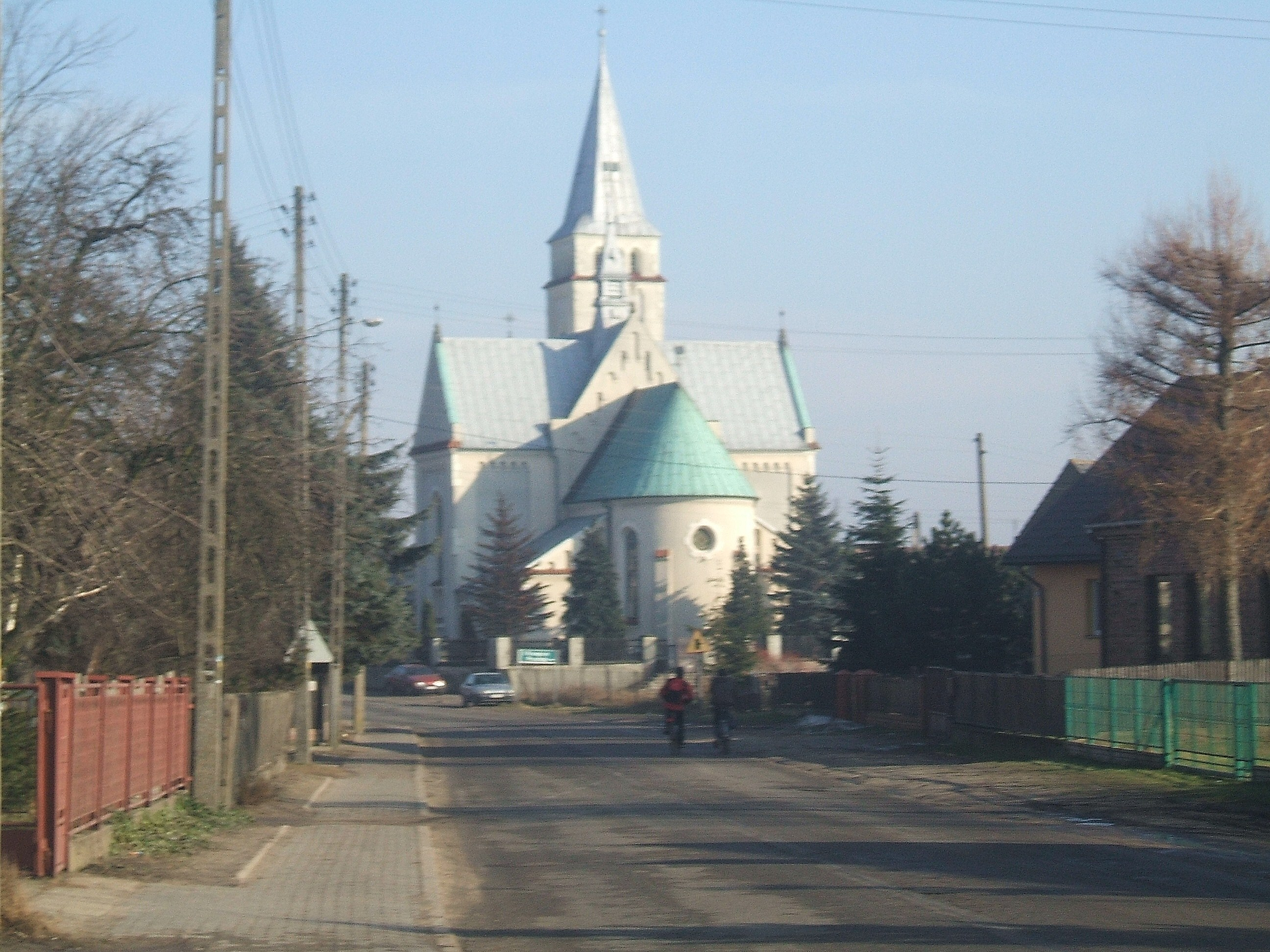
Ortskirche

Nach der zweiten Teilung Polens von 1793 gehörte das Dorf bis 1807 zu Südpreußen. 1807 kam es ins Herzogtum Warschau und 1815 ins neu entstandene russisch beherrschte Kongresspolen.
Nach dem Ende des Ersten Weltkriegs kam Starokrzepice zu Polen, Woiwodschaft Kielce. Im Süden grenzte der Ort an den NS-Staat. Beim Überfall auf Polen 1939 wurde das Gebiet von den Deutschen besetzt und dem Landkreis Blachstädt im neuen „Ostoberschlesien“ zugeordnet.
Von 1975 bis 1998 gehörte Starokrzepice zur Woiwodschaft Częstochowa.